# Riv (fiume)
Il Riv è un fiume ucraino, tributario del Bug Meridionale. Ha un corso di 104 km, con un bacino di 1160 km². Si origina a partire dal Ripiano podolico, scorrendo poi attraverso l'Oblast' di Chmel'nyc'kyj e l'Oblast' di Vinnycja.